# Stefan Feurstein
Stefan Feurstein (* 26. November 1996 in Dornbirn) ist ein österreichischer Radballer. Er gewann 2012 die Junioren-Europameisterschaft und von 2016 bis 2019 dreimal die U23-Europameisterschaft. 2022 wurde er als vierter österreichischer Radballer Weltmeister.

## Werdegang
Bei den Österreichischen Meisterschaften der Schüler A belegte Feurstein 2009 den zweiten Rang und wurde 2010 Österreichischer Meister. Seit Beginn seiner Karriere spielt er für seinen Heimatverein, den RV Dornbirn 1886.
2011 startete er bei der Jugend und erreichte erneut den ersten Rang. Nach einem Partnerwechsel konnte er 2012, 2013 und 2014 bei den Junioren diesen Platz erneut halten. 2012 wurde er außerdem Vize-Europameister bei den Junioren. 2014 gewann er dann die Junioren-Europameisterschaft.
Zu Beginn des Jahres 2015 wechselt Feurstein seinen Partner erneut. Es folgten 3 Titel bei den U23-Europameisterschaften in den Jahren 2016, 2017 und 2018.
Seit der Saison 2020 spielt er mit Patrick Schnetzer zusammen. Im Jahr 2021 spielten die beiden ihre erste gemeinsame WM und konnten sich die Bronzemedaille sichern. Zudem gewannen sie das Weltcupfinale.
2022 war die bis dato erfolgreichste Saison in Feursteins Karriere. Zusammen mit Schnetzer gewann er die Welt- und Europameisterschaft und das Weltcupfinale.
2023 folgte eine weitere Bronzemedaille bei der WM in Glasgow und der Sieg im Weltcupfinale.
2024 gewann Feurstein seine erste Silbermedaille bei einer Weltmeisterschaft.

## Sportliche Erfolge
- Weltmeisterschaft
  -  Weltmeister 2022
  -  Silbermedaille 2024
  -  Bronzemedaille 2021, 2023
- Gesamtweltcup
  - 1. Rang 2021, 2022, 2023
  - 2. Rang 2024
- Europacup/Europameisterschaft
  - 1. Rang 2022
- Österreichische Meisterschaft
  - 1. Rang 2021, 2022, 2023, 2024
  - 3. Rang 2016, 2017, 2018, 2019
- Österreichischer Cup
  - 1. Rang 2020, 2023, 2024
  - 2. Rang 2019
  - 3. Rang 2017, 2018
- Europameisterschaft U23
  - 1. Rang 2016, 2017, 2018
- Junioren-Europameisterschaft
  - 1. Rang 2012
  - 2. Rang 2011

### Weltcup-Statistik
| Jahr                    | Partner               | 1. T.          | 2. T.          | 3. T.          | 4. T.          | Punkte  | Quali | Finale         |
| ----------------------- | --------------------- | -------------- | -------------- | -------------- | -------------- | ------- | ----- | -------------- |
| 2014                    | Martin Lingg          | 1 (a)          | -              | -              | -              | -       | -     | -              |
| 2017                    | Kevin Bachmann        | 9              | 3 (b)          | 5              | – (c)          | 86      | 7     | 9              |
| 2018                    | Kevin Bachmann        | 6              | 6 (d)          | Bronzemedaille | 5              | 120     | 8     | 7              |
| 2019                    | Kevin Bachmann        | 4              | Silbermedaille | Bronzemedaille | 5              | 150     | 5     | 6              |
| 2020                    | Patrick Schnetzer (e) | -              | -              | -              | -              | -       | -     | -              |
| 2021                    | Patrick Schnetzer (f) | Goldmedaille   | Goldmedaille   | -              | -              | 100     | 1     | Goldmedaille   |
| 2022                    | Patrick Schnetzer     | Silbermedaille | 2 (g)          | 8              | Bronzemedaille | 148     | 5     | Goldmedaille   |
| 2023                    | Patrick Schnetzer     | Goldmedaille   | Silbermedaille | Goldmedaille   | Silbermedaille | 145 (h) | 2     | Goldmedaille   |
| 2024                    | Patrick Schnetzer     | Silbermedaille | Goldmedaille   | Bronzemedaille | Goldmedaille   | 185     | 2     | Silbermedaille |
| Stand: 8. Dezember 2024 |                       |                |                |                |                |         |       |                |

Teilnahmen:  33

 Goldmedaillen:  10

 Silbermedaillen:  7

 Bronzemedaillen:  4

| Legende |
| --- |
| - Jahr: Nennt das Jahr des Weltcups. - Partner: Spielpartner in diesem Weltcup-Jahr. - 1. T.: (1. Turnier, von 4) Rang des Sportlers in diesem Turnier. - Punkte: Weltcup-Punkte, die der Spieler am Ende der Qualifikation hatte. - Quali: Rang am Ende der Qualifikation. - Finale: Rang im Finale, falls dieses erreicht wurde. |